# 托伊米·皮特凯宁
托伊米·皮特凯宁（芬蘭語：Toimi Pitkänen，1928年5月23日—2016年9月17日），芬兰男子赛艇运动员。他曾代表芬兰参加1952年、1956年、1960年和1964年夏季奥林匹克运动会赛艇比赛，共获得二枚铜牌。